# Saint-Louis (Senegal)
Saint-Louis (Ndar en llengua Wòlof) és la segona ciutat per població del Senegal, Àfrica. El 2005 tenia una població d'uns 276.000 habitants i una àrea metropolitana de mig milió de habitants.
Se la denomina també Saint-Louis du Sénégal i La Venecia Africana, situada en el departament de Sant-Louis, regió de Saint-Louis, divisions senegaleses ambdues en què ostenta la capitalitat. Està inscrit a la llista del Patrimoni de la Humanitat des de l'any 2000.
Per l'establiment francès de Saint Louis du Fort o del Senegal, vegeu Saint Louis del Senegal

## Galeria

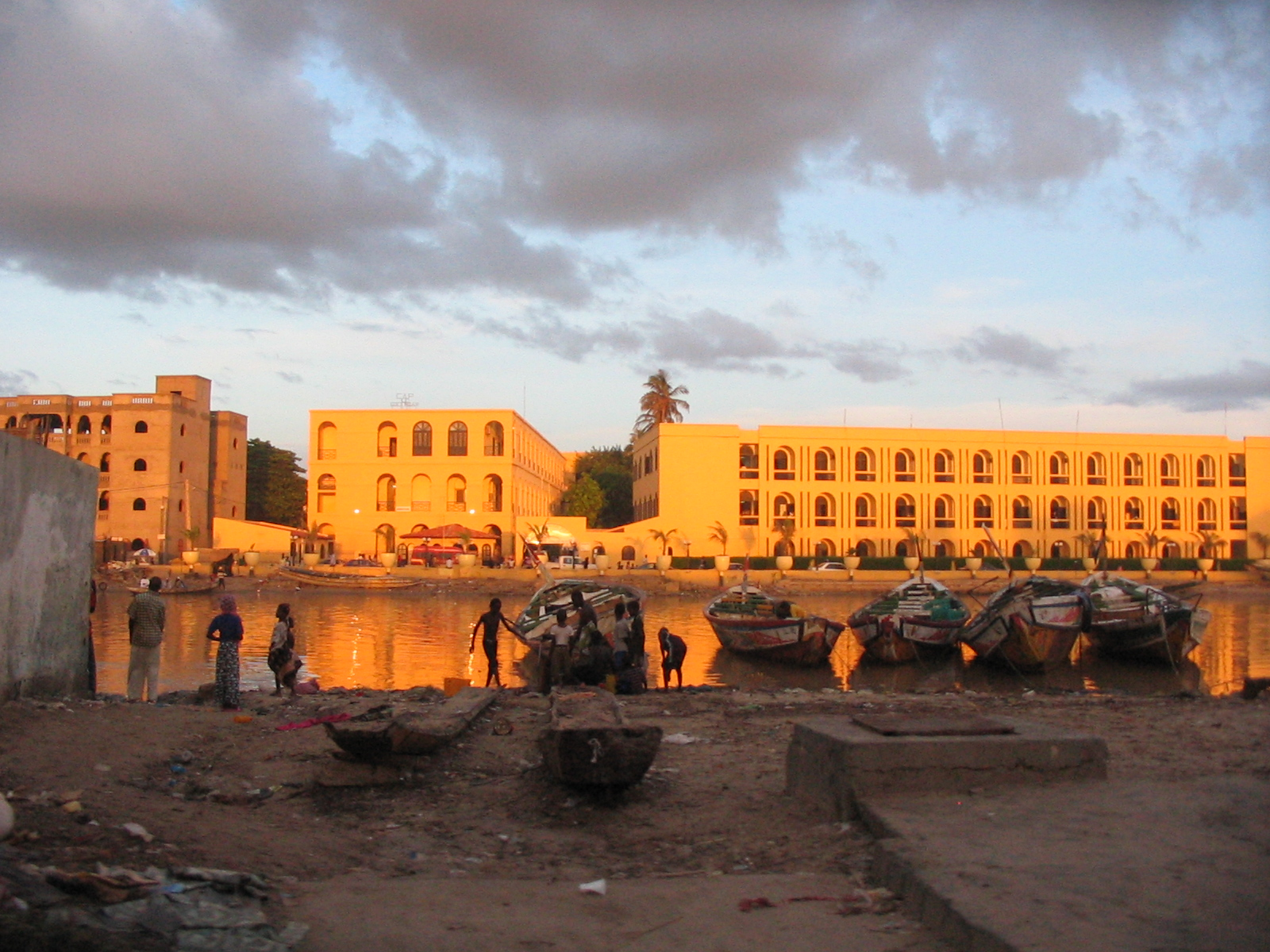
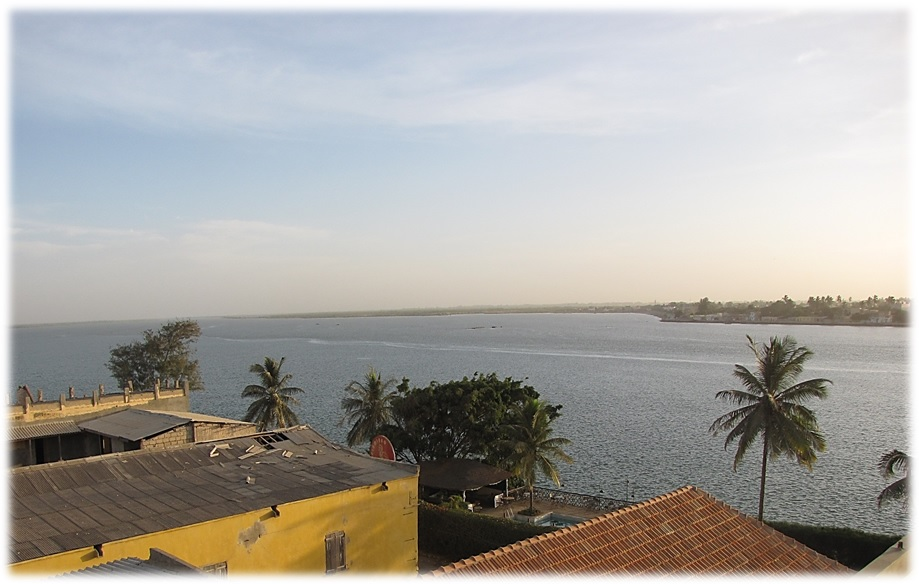